# Louis Cole (Webvideoproduzent)
Louis John Cole (* 28. April 1983, in Surrey) ist ein englischer Filmemacher und Vlogger.

## YouTube
Am 13. Mai 2012 veröffentlichte Louis Cole sein erstes Video auf seinem YouTube-Kanal. Seither hat er mehr als 1000 Videos veröffentlicht. Cole hat weit über 2 Millionen Abonnenten auf seinem Kanal.

## Leben
Am 3. Januar 2016 veröffentlichte der gebürtige Brite ein Video mit dem Titel '1000th VLOG W/ MY GIRLFRIEND'. Darin verkündete er, dass er und Raya Encheva (bekannt als RayaWasHere) ein Paar seien.